# احیاء (حزب سیاسی بلغارستان)
احیاء (بلغاری: Възраждане) یک حزب سیاسی افراطی ناسیونالیست در بلغارستان است که در ماه اوت ۲۰۱۴ تأسیس گردید. رئیس آن کوستادین کوستادینوف می‌باشد. این حزب توسط تحلیل گران و رسانه‌های گوناگون به نام یک حزب ضد اتحادیه اروپا و ضد غرب تعریف می‌شود.

## تاریخ
در ماه ژوئن ۲۰۱۴، کوستادین کوستادینوف به رسانه‌ها گفت که در روز ۲ اوت همان سال، در شهر پلیسکا مجلس موسسانی برگزار می‌گردند که قرار بود حزب «احیای» را تشکیل دهد. شروع کنندگان روزی را منتخب می‌کنند که سال روز قیام ایلیندن می‌باشد. کوستادینوف بعد از انتخاب مجدد کراسیمیر کاراکاچانوف به عنوان رهبر ا ام آر او-بی ان ام در سال ۲۰۱۲، این حزب را بنیانگذاری کرد.
این حزب بعد از انتخابات عمومی سال ۲۰۲۱ با کسب ۱۳ کرسی داخل پارلمان بلغارستان شد. جزوی از اعضای گروه پارلمانی احیا در ژوئن ۲۰۲۲ آنان را ترک کرد.

## رهبری
- کوستادین کوستادینوف - رئیس
- ولیسلاو هریستوف - نایب رئیس
- پتار پتروف - نایب رئیس
- سونچو گانف - نایب رئیس
- نیکولای درنچف - منشی

## نتایج انتخابات

### انتخابات پارلمانی

#### ۲۰۱۷
کمیسیون مرکزی انتخابات، احیا را برای شرکت در انتخابات پارلمانی در روز ۲۶ مارس ۲۰۱۷ ثبت نام کرد تعداد برگه‌های رای ۱۴ انتخاب گرده شده.